# Via dei Coronari

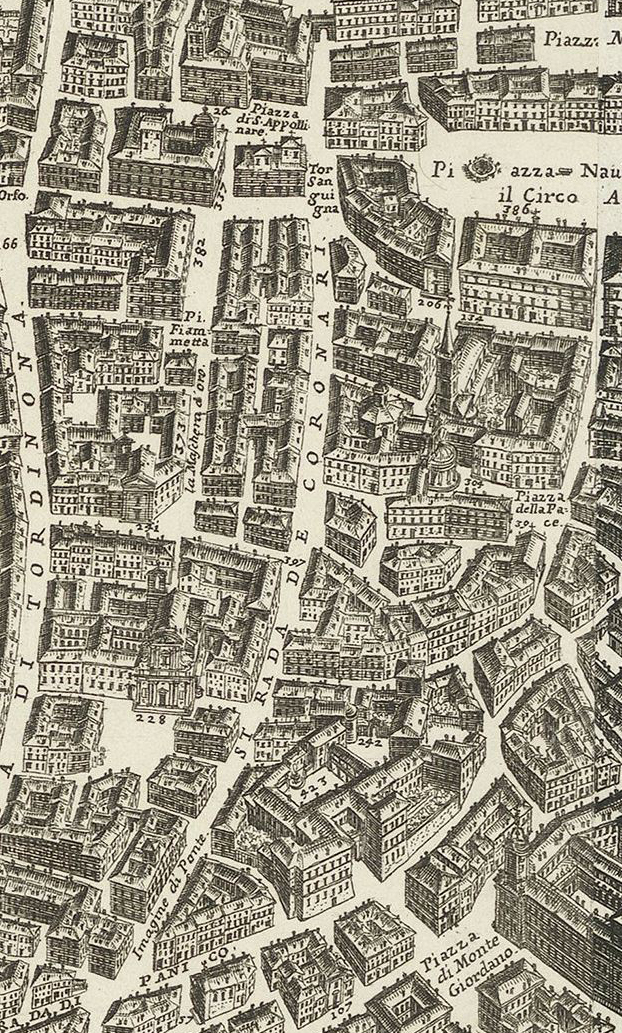
Via dei Coronari (här benämnd STRADA DE CORONARI på Giovanni Battista Faldas karta över Rom från år 1676.

Via dei Coronari är en gata i Rione Ponte i Rom. Gatan löper från Piazza di Tor Sanguigna till Piazza dei Coronari. 

## Beskrivning
Gatan är uppkallad efter de köpmän som sålde rosenkransar (italienska: corone) till pilgrimer i området.
Via dei Coronari motsvaras i stort sett av antikens Via Recta som löpte från Via Lata till Pons Neronianus. Under medeltiden förenade Via dei Coronari områdena Scorticlaria i öster och Immagine di Ponte i väster. Påve Sixtus IV (1471–1484) lät jämna och stenbelägga gatan.

## Omgivningar
Kyrkobyggnader
- Santi Simone e Giuda
- San Simeone Profeta
- San Salvatore in Lauro
- San Salvatore in Primicerio
- Santa Maria del Buon Consiglio ai Coronari var ett litet gatukapell vid Via dei Coronari 11, helgat åt Jungfru Maria och särskilt åt hennes roll som Goda rådets Moder. Under 1800-talets andra hälft brukade troende samlas i kapellet om aftonen för att be rosenkransen och vesper. Kapellet revs i samband med stadsplanearbeten norr om Piazza Navona och anläggandet av Via Zanardelli.[1]

Profana byggnadsverk
- Casa di Fiammetta
- Tor Sanguigna
- Palazzo Lancellotti
- Palazzo del Drago

Gator och gränder
- Via di San Simone
- Via della Vetrina
- Vicolo di San Trifone

Övrigt
- Fontana di Piazza di San Simeone
- Monte Giordano

## Bilder
| - Santi Simone e Giuda. - San Simeone Profeta. - San Salvatore in Lauro. |

| - Palazzo Lancellotti (till vänster). - Casa di Fiammetta. - Tor Sanguigna. |